# Minha Vida, Minha Música (álbum de Alexandre Pires)
Minha Vida, Minha Música é o segundo álbum solo do cantor Alexandre Pires, lançado em 2002 pela Sony BMG. No álbum ele conta a história de sua carreira com participação da atriz brasileira Susana Vieira na abertura e conta com gravações já lançadas anteriormente como, "É Por Amor" do álbum Alexandre Pires de 2001 e "A Musa das Minha Canções" (versão da música Spanish Guitar cantada por Toni Braxton).

## Faixas
| N.º            | Título                                           | Compositor(es)                        | Duração |  |
| 1.             | "Abertura com Susana Vieira/É Por Amor"          | Donato Póveda, Estefano Salgado       | 1:45    |  |
| 2.             | "Nasci Ouvindo Música"                           | Donato Póveda, Estefano Salgado       | 1:13    |  |
| 3.             | "A Musa das Minhas Canções (Spanish Guitar)"     | Diane Warren / versão Dudu Falcão     | 4:50    |  |
| 4.             | "Mãe Guerreira"                                  | Lourenço, Alexandre Pires             | 1:21    |  |
| 5.             | "Dom de Família" (com Abadia Pires)              | Lourenço, Alexandre Pires             | 4:24    |  |
| 6.             | "Lavandeira Cometa"                              | Alexandre Pires                       | 1:46    |  |
| 7.             | "Moleque Gonzaguinha"                            | Gonzaguinha                           | 0:40    |  |
| 8.             | "O Que é o Que é"                                | Gonzaguinha                           | 4:16    |  |
| 9.             | "Comida no Avião"                                | Alexandre Pires                       | 1:30    |  |
| 10.            | "Mineiro Sertanejo"                              | Vicente Dias                          | 1:20    |  |
| 11.            | "Sonhei com Você/Só Liguei pra Dizer Que Te Amo" | Vicente Dias, Zé Rico                 | 4:42    |  |
| 12.            | "A Inspiração/Mineirinho"                        | Alexandre Pires, Lourenço             | 3:37    |  |
| 13.            | "Oito Pontos no Coquinho"                        | Lourenço, Alexandre Pires             | 2:30    |  |
| 14.            | "Ser Flamengo"                                   | Lourenço, Alexandre Pires             | 4:10    |  |
| 15.            | "Suzana em Miami"                                | Arlindo Cruz, Sombinha, Susana Vieira | 2:21    |  |
| 16.            | "Do Black Chic ao Madison Square Garden"         | Erasmo Carlos, Roberto Carlos         | 1:20    |  |
| 17.            | "Eu Quero Apenas"                                | Erasmo Carlos, Roberto Carlos         | 4:24    |  |
| 18.            | "Nossa Senhora da Abadia"                        | Só pra Contrariar                     | 1:33    |  |
| 19.            | "Deus"                                           | Donato Póveda, Estefano Saldago       | 0:46    |  |
| 20.            | "Despedida/É Por Amor"                           | Donato Póveda, Estefano Salgado       | 2:31    |  |
| Duração total: | Duração total:                                   | Duração total:                        | 50:49   |  |